# БАФТА за најбољу глумицу у споредној улози
Најбоља глумица у споредној улози је британска филмска награда коју сваке године додељује Британска академија за филмску и телевизијску уметност (енгл. British Academy of Film and Television Arts — BAFTA) како би препознала глумицу која је остварила изванредну споредну представу у филму. Ово признање је почело са се додељује 1968. године и имало је четири кандидата до 1999. године када је проширено на пет номинираних. Награда није додељена за 1980. годину и 1981. годину.

## Награђени и номиновани
- 2024: - Зои Салдана – Емилија Перез
  - Џејми Ли Кертис – The Last Showgirl
  - Селена Гомез – Емилија Перез
  - Аријана Гранде – Злица
  - Фелисити Џоунс – Бруталиста
  - Изабела Роселини – Конклава

- 2023: - Да’Вајн Џој Рандолф – Бартонова академија
  - Емили Блант – Опенхајмер
  - Данијела Брукс – Боја пурпура
  - Клер Фој – Сви ми странци
  - Сандра Хилер – Зона интереса
  - Розамунд Пајк – Солтберн

- 2022: - Кери Кондон – Духови острва
  - Анџела Басет – Црни Пантер: Ваканда заувек
  - Хонг Чау – Кит
  - Џејми Ли Кертис – Све у исто време
  - Доли де Леон – Троугао туге
  - Кери Малиган – Рекла је

- 2021: - Аријана Дебоз – Прича са западне стране
  - Катрина Балф – Белфаст
  - Џеси Бакли – Мрачна кћи
  - Ен Дауд – Миса
  - Аунџану Елис – Краљ Ричард: Предност у игри
  - Рут Нега – Претварање

- 2020: - Јун Ју-јунг – Минари
  - Ешли Мадекве – County Lines
  - Доминик Фишбак – Јуда и црни месија
  - Косар Али – Камење
  - Марија Бакалова – Борат: Накнадни филм
  - Нијам Алгар – Calm with Horses

- 2019: - Лора Дерн – Прича о браку
  - Скарлет Џохансон – Зец Џоџо
  - Флоренс Пју – Мале жене
  - Марго Роби – Оне су бомбе и Било једном у Холивуду

- 2018: - Рејчел Вајс – Миљеница
  - Ејми Адамс – Човек из сенке
  - Клер Фој – Први човек на месецу
  - Марго Роби – Марија Стјуарт краљица Шкотске
  - Ема Стоун – Миљеница

- 2017: - Алисон Џени – Ја, Тоња
  - Лесли Манвил – Фантомска нит
  - Лори Меткалф – Лејди Берд
  - Октавија Спенсер – Облик воде
  - Кристин Скот Томас – Најмрачнији час

- 2016: Вајола Дејвис – Ограде
  - Наоми Харис – Месечина
  - Никол Кидман – Лав
  - Хајли Сквајерс – Ја, Данијел Блејк
  - Мишел Вилијамс – Манчестер на Мору

- 2015: Кејт Винслет – Стив Џобс
  - Џенифер Џејсон Ли – Подлих осам
  - Руни Мара – Керол
  - Алисија Викандер – Екс махина
  - Џули Волтерс – Бруклин

- 2014: Патриша Аркет – Одрастање 
  - Кира Најтли – Игра кодова
  - Рене Русо – Ноћне хронике
  - Имелда Стонтон – Понос
  - Ема Стоун – Човек Птица

- 2013: Џенифер Лоренс – Америчка превара 
  - Сали Хокинс – Несрећна Џасмин
  - Лупита Нјонго – Дванаест година ропства
  - Џулија Робертс – Август у округу Осејџ
  - Опра Винфри –

- 2012: Ен Хатавеј – Јадници 
  - Ејми Адамс – Мастер
  - Џуди Денч – Скајфол
  - Сали Филд – Линколн
  - Хелен Хант –

- 2011: Октавија Спенсер – Служавке 
  - Џесика Честејн – 
  - Џуди Денч – Моја недеља са Мерилин
  - Мелиса Макарти – 
  - Кери Малиган –

- 2010: Хелена Бонам Картер – Краљев говор 
  - Ејми Адамс – 
  - Барбара Херши – Црни лабуд
  - Лесли Менвил – 
  - Миранда Ричардсон –

- 2009: Моник – Драгоцена 
  - Ен-Мари Даф – 
  - Вера Фармига – У ваздуху
  - Ана Кендрик – 
  - Кристин Скот Томас –

- 2008: Пенелопе Круз – Љубав у Барселони 
  - Ејми Адамс – 
  - Фрида Пинто – Милионер са улице
  - Тилда Свинтон – 
  - Мариса Томеј –

- 2007: Тилда Свинтон – Мајкл Клејтон 
  - Кејт Бланчет – 
  - Кели Макдоналд – Нема земље за старце
  - Саманта Мортон – 
  - Серше Ронан –

- 2006 - Џенифер Хадсон - Девојке из снова
  - Абигејл Бреслин - Мала мис Саншајн
  - Тони Колет - 
  - Емили Блант - Ђаво носи Праду
  - Франсес де ла Тур -

- 2005 - Тандивеј Њутон - Фатална несрећа
  - Кетрин Кинер - Капоте
  - Франсес Макдорманд - Северна земља
  - Бренда Блетин - Гордост и предрасуде
  - Мишел Вилијамс - Планина Броукбек

- 2004 - Кејт Бланчет - Авијатичар
  - Натали Портман - Блискост
  - Мерил Стрип - 
  - Џули Кристи - У потрази за Недођијом
  - Хедер Крејни - Вера Дрејк

- 2003 - Рене Зелвегер - Хладна планина
  - Холи Хантер - 
  - Лора Лини - Мистична река
  - Ема Томпсон - У ствари љубав
  - Џуди Парфит - Девојка са бисерном минђушом

- 2002 - Кетрин Зита-Џоунс - Чикаго
  - Џулијана Мур - Сати
  - Квин Латифа - Чикаго
  - Тони Колет - 
  - Мерил Стрип -

- 2001 - Џенифер Конели - Блистави ум
  - Хелен Мирен - Госфорд Парк
  - Меги Смит - 
  - Џуди Денч - 
  - Кејт Винслет -

- 2000 - Џули Волтерс - Били Елиот
  - Џуди Денч - 
  - Лена Олин - Чоколада
  - Франсес Макдорманд - Корак до славе
  - Џанг Цији -

- 1999 - Меги Смит - 
  - Камерон Дијаз - Бити Џон Малкович
  - Тора Берч - Америчка лепота
  - Мина Сувари - Америчка лепота
  - Кејт Бланчет - Талентовани господин Рипли

- 1998 - Џуди Денч - Заљубљени Шекспир
  - Бренда Блетин - Мали глас
  - Лин Редгрејв - Богови и чудовишта
  - Кети Бејтс -

- 1997 - Сигорни Вивер - Ледена олуја
  - Лесли Шарп - До голе коже
  - Џенифер Или - Вајлд
  - Зои Ванамејкер - Вајлд

- 1996 - Жилијет Бинош - Енглески пацијент
  - Лорен Бакол - Огледало има два лица
  - Маријана Жан-Батист - Тајне и лажи
  - Лин Редгрејв - Сјај

- 1995 - Кејт Винслет - Разум и осећајност
  - Елизабет Спригс - Разум и осећајност
  - Џоун Ален - Никсон
  - Мира Сорвино -

- 1994 - Кристин Скот Томас - Четири венчања и сахрана
  - Шарлота Колман - Четири венчања и сахрана
  - Сали Филд - Форест Гамп
  - Анџелика Хјустон -

- 1993 - Миријам Марголис - Доба невиности
  - Холи Хантер - 
  - Меги Смит - 
  - Винона Рајдер - Доба невиности

- 1992 - Миранда Ричардсон - 
  - Миранда Ричардсон - 
  - Хелена Бонам Картер - Хауардов крај
  - Кети Бејтс -

- 1991 - Кејт Нелиган - Френки и Џони
  - Аманда Пламер - Краљ рибара
  - Џули Волтерс - Школа степовања
  - Анет Бенинг -

- 1990 - Вупи Голдберг - Дух
  - Били Вајтло - Браћа Креј
  - Ширли Маклејн - Челичне магнолије
  - Анџелика Хјустон -

- 1989 - Мишел Фајфер - Опасне везе
  - Сигорни Вивер - Запослене девојка
  - Лора Сан Џакомо - Секс, лажи и видео траке
  - Пеги Ашкрофт -

- 1988  -  Олимпија Дукакис  - Опчињена месецом
  - Ен Арчер – Фатална привлачност
  - Марија Ејткин – Риба звана Ванда
  - Џуди Денч –

- 1987 -  Сузан Вулриџ  - Нада и слава
  - Џуди Денч – 
  - Ванеса Редгрејв – Prick Up Your Ears
  - Дајана Вист –

- 1986 -  Џуди Денч  - Соба са погледом
  - Розмери Лич – 
  - Барбара Херши – Хана и њене сестре
  - Розана Аркет –

- 1985  -  Розана Аркет  - Очајнички тражећи Сузан
  - Трејси Улман – Обиље
  - Анџелика Хјустон – Част Прицијевих
  - Џуди Денч –

- 1984  -  Лиз Смит  - A Private Function
  - Ајлин Еткинс – Гардеробер
  - Тјуздеј Велд – Било једном у Америци
  - Шер –

- 1983  -  Џејми Ли Кертис  -  Коло среће 
  - Морин Липман – Educating Rita
  - Розмери Харис – The Ploughman's Lunch
  - Тери Гар – Тутси

- 1982  -  Рохини Хатангади  -  Ганди  и  Морин Стејплтон  -  Црвени 
  - Кендис Берген – Ганди
  - Џејн Фонда – Летњиковац на Златном језеру

- 1979 -  Рејчел Робертс  - Јеникији
  - Маријел Хемингвеј – Менхетн
  - Мерил Стрип – Менхетн
  - Лиса Ајкхорн – Европљани

- 1978  -  Џералдин Пејџ  - Interiors
  - Анџела Ленсбери – Смрт на Нилу
  - Меги Смит – Смрт на Нилу
  - Мона Вошборн –

- 1977  -  Џени Агатер  - Слепи коњи
  - Џоун Плаурајт – Слепи коњи
  - Шели Винтерс – 
  - Џералдин Чаплин –

- 1976 -  Џоди Фостер  - Багзи Малон и Таксиста
  - Вивијен Мерчант – The Homecoming
  - Били Вајтло – Предсказање
  - Анет Крозби –

- 1975  -  Дајана Лад  - Алис више не живи овде
  - Лилија Голдони – Алис вше не живи овде
  - Рони Блејкли – Нешвил
  - Гвен Велс –

- 1974  -  Ингрид Бергман  - Убиство у Оријент експресу
  - Синди Вилијамс – Амерички графити
  - Силвија Сидни – Летње жеље, зимски снови
  - Силвија Симс –

- 1973  - Валентина Кортезе - Америчка ноћ
  -  – Операција Шакал
  - Розмери Лич – 
  - Ингрид Тулин – Крици и шапутања

- 1972  -  Клорис Личман  -  Последња биоскопска представа
  - Ајлин Бренан – Последња биоскопска представа
  - Мариса Беренсон – Кабаре
  - Шели Винтерс –

- 1971  - Маргарет Лејтон - The Go-Between
  - Џејн Ашер – Deep End
  - Џорџија Браун – The Raging Moon
  - Џорџија Енгел –

- 1970  -  Сузана Јорк  - Коње убијају, зар не?
  - Морин Стејплтон – Аеродром
  - Евин Краули – Рајанова кћи
  - Естел Парсонс –

- 1969  -  Силија Џонсон  - Најбоље године госпођице Џин Броди
  - Мери Вимбуш – О, какав диван рат
  - Памела Франклин – Најбоље године госпођице Џин Броди
  - Пеги Ашкрофт –

- 1968  -  Били Вајтло  - Чарли Баблс и Twisted Nerve
  - Симон Сињоре – Games
  - Вирџинија Маскел – Interlude
  - Пет Хејвуд –